# Smedstorp
Smedstorp est une localité suédoise située dans la commune de Tomelilla en Scanie.

## Démographie
Sa population était de 385 habitants en 2020.